# Cristóbal de Olid
Cristóbal de Olid (Linares, Andalucía, Corona castellana, 1489 - Naco, Virreinato de Nueva España, Imperio español, 1524) fue un explorador y conquistador español que participó, acompañando a Hernán Cortés, en la conquista de México y de Honduras.

## Primeros años
Nacido en Linares, en la provincia de Jaén, se sabe muy poco sobre sus primeros años. Se casó, en fecha desconocida, con Felipa de Araujo, una portuguesa, con la que tuvo una hija, María (o Antonia) de Olid y Viedma.

## Carrera militar en Cuba y México

Ruta de Cristóbal de Olid y los Conquistadores hasta México-Tenochtitlán.

En 1515 viajó a Cuba para servir a la Corona española bajo el mando del gobernador Diego de Velázquez. En 1518 fue enviado por el mismo gobernador a la costa de Yucatán (México), en busca de la expedición de Juan de Grijalva, sin embargo, tuvo que regresar a Santiago de Cuba a causa del mal tiempo, sin haber logrado contactar con aquella expedición.
En 1519 acompañó a Hernán Cortés en la conquista de México al mando de una de las naves en las que navegaron desde Cuba a México. Desde el desembarco en Cozumel se distinguió por su valor. Dio muestras de gran valentía en la batalla de Centla confrontada contra los mayas chontales, y en Tlaxcala contra los tlaxcaltecas dirigidos por Xicohténcatl. Poco después dirigió a los mismos tlaxcaltecas, que se volvieron aliados contra los cholultecas, en la matanza de Cholula, tras la retirada de la llamada Noche Triste, en Otumba. Luchó en la batalla de Otumba el 7 de julio de 1520, y también participó en la campaña contra los purépechas. Fue nombrado capitán de la guarnición de Coyoacán en el sitio de Tenochtitlan, desempeñando un papel fundamental en la captura de Xochimilco. Después de la conquista de esta ciudad se casó con una princesa mexica, hermana de Moctezuma II.
En 1522, fue enviado a conquistar el territorio del actual estado de Michoacán, provincia que conquistó en nombre de Cortés. Luego fue enviado a auxiliar a Juan Álvarez Chico en la provincia de Colima, aunque este ya había perdido y muerto en la batalla. Llegado Olid a Colima también fue derrotado por el ejército del rey Colimán.

## Conquista de Honduras

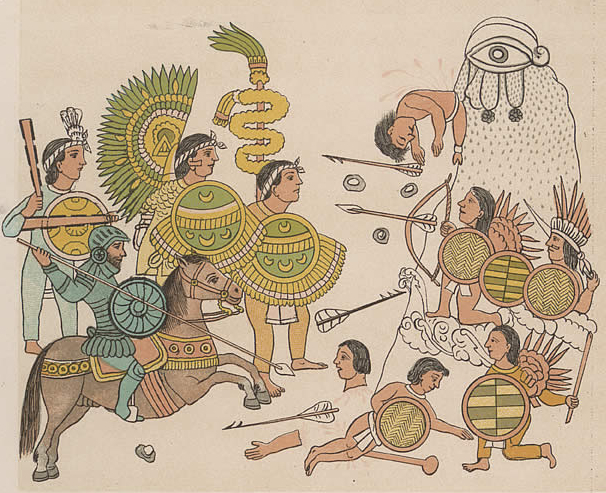
Cristóbal de Olid dirigiendo la conquista de Jal-ixco (Jalisco), 1522 (Lienzo de Tlaxcala).

En 1523 Hernán Cortés decidió tomarle la delantera a Gil González Dávila en la conquista de Honduras y con tal fin encomendó a Pedro de Alvarado una expedición por tierra, en tanto a Olid le encargó el mando de otra expedición por mar.
Para avituallarse y reclutar hombres para la expedición, Olid se trasladó a Cuba y traicionó a Cortés, al ponerse de acuerdo con Diego de Velázquez (enemigo declarado de Cortés), quien le prometió nombrarlo gobernador de Honduras si se ponía nuevamente a sus órdenes.
En Honduras fundó la villa que llamó Triunfo de la Cruz y se erigió en caudillo de la región. Muchos de los partidarios de Olid se mudaron a Naco, donde había buenas tierras agrícolas y oro. La respuesta de Cortés no tomó mucho tiempo y envió en su contra una expedición naval al mando de su primo Francisco de las Casas. 
Olid logró capturar a González Dávila que tenía una autorización directa de la Corona y a de las Casas que era fiel a Cortés, si bien eran sus prisioneros estos capitanes, se cree que de Olid los terminó dejado que deambularan libremente en la pequeña villa y sus alrededores, lo que les permitió fraguar la forma en la que habrían de asesinar a de Olid, se contaría posteriormente que su confianza era tanta que el mismo de las Casas le había llegado a decir que tomaría su vida el mismo, pero que de Olid solo reía sin considerar que estaba realmente en peligro.
En un momento de excesiva confianza y de sorpresa, luego de haber cenado González Dávila y de las Casas atacaron a de Olid, quien sorprendido apenas si se pudo defender, y lograron herirlo, de Olid logró escapar hacia la selva pero ya iba malherido… de las Casas y González Dávila tomaron el mando y los españoles no se atrevieron a intervenir para defender a de Olid, al contrario obedecieron las órdenes para localizar a su capitán. 
Cristóbal de Olid sería aprehendido al día siguiente, siendo llevado al centro que formaban las chozas donde fue juzgado, y a la vista de todos los españoles de hecho esta pasividad o no intervención de otros capitanes y soldados se debió a que de las Casas los amenazó argumentando que contaba con toda la autoridad que le diese Cortés para capturar y ejecutar a de Olid por haberlo traicionado, al haberse confabulado con el gobernador de Cuba Diego Velázquez para que esa región de Las Hibueras u Honduras fuese una gobernación independiente de los dominios de Cortés, y por tanto quien siguiera apoyando a de Olid correría la misma suerte. De esta forma terminaron con la vida de uno de los más esforzados capitanes que llegó a tener Cortés.

## Muerte
Abandonado por sus seguidores y sometido a proceso, fue decapitado en la plaza pública de Naco el 16 de enero de 1524
.